# Piletocera reunionalis
Espèce
Piletocera reunionalis est une espèce de lépidoptères (papillons) de la famille des Crambidae. Elle est endémique de l'Île de la Réunion où elle est très commune.

## Description
Piletocera reunionalis présente une envergure comprise entre 9 et 16 mm. Cette espèce présente de fortes ressemblances avec une autre espèce endémique, Piletocera viperalis.